# Бекер, Муриэл Густаво
Муриэ́л Густа́во Бе́кер (порт.-браз. Muriel Gustavo Becker; род. 14 февраля 1987, Нову-Амбургу, Риу-Гранди-ду-Сул), более известный как просто Муриэл — бразильский футболист, вратарь клуба «Витория» из Салвадора.

## Биография
Муриэл Бекер родился в семье переселенцев из Германии, немец по национальности, он является воспитанником футбольной Академии «Интернасьонала». В 2007 году Муриэла впервые пригласили тренироваться с основным составом команды, но тогда вратарю дебютировать было не суждено — он продолжил выступления за молодёжный состав, в котором за год до того стал чемпионом молодёжного первенства Бразилии вместе с такими игроками, как Алешандре Пато и Луис Адриано. Параллельно Муриэл был основным вратарём молодёжной сборной Бразилии, с которой в 2007 году выиграл сначала чемпионат Южной Америки, а затем молодёжный чемпионат мира.
В 2008 году в «Интер» пришёл Лауро и прочно занял место основного вратаря. У Муриэла было мало шансов пробиться в основу и в 2009 году он отправился на правах аренды выступать в СЭР Кашиас — сначала в Лиге Гаушу, а затем в Серии C чемпионата Бразилии. Вторую половину года он провёл уже в клубе Серии B — «Португезе» из Сан-Паулу.
В 2010 году Муриэл вернулся на Бейра-Рио. Несмотря на наличие в команде опытнейших игроков — Роберто Аббондансьери, Лауро, вернувшегося из Испании Ренана, в 2010 году Муриэл смог всё же дебютировать в основе команды — это произошло 2 марта в матче против клуба из родного города футболиста — «Нову-Амбургу» в рамках Лиги Гаушу. Для Аббондансьерри это стал последний сезон в профессиональной карьере, Ренана в конце года стали преследовать травмы, а Лауро стал действовать менее эффективно. Муриэл был в заявке команды в Кубке Либертадорес 2010, который выиграл «Интернасьонал», однако на поле не появлялся.
К середине 2011 года Селсо Рот решил предоставить шанс Муриэлу и в 19 июня он провёл один из лучших матчей в своей карьере против «Коритибы». С тех пор Муриэл прочно обосновался в воротах «колорадос».
В 2011 году в резервной команде «Интернасьонала» стал выступать младший брат Муриэла Алисон Бекер. Впоследствии Алисон стал основным вратарём «Интера» и попал в сборную Бразилии.
После 2014 года Муриэл стал реже появляться в основе команды. В 2016 году перешёл в «Баию». В 2017—2019 годах выступал за португальский «Белененсиш». С 2019 года защищает цвета «Флуминенсе».

## Титулы и достижения
- Чемпион штата Рио-де-Жанейро (1): 2022
- Чемпион штата Риу-Гранди-ду-Сул (6): 2011, 2012, 2013, 2014, 2015, 2016
- Обладатель Кубка Либертадорес (1): 2010 (не играл)
- Обладатель Рекопы (1): 2011
- Чемпион Южной Америки среди молодёжи (1): 2007
- Чемпион мира среди молодёжи (1): 2007